# شوهه اونو
شُوهه اونو (انگلیسی: Shohei Ono؛ زادهٔ ۳ فوریه ۱۹۹۲) یک جودوکار اهل ژاپن است. وی برنده مدال طلا بازی‌های المپیک تابستانی ۲۰۱۶ است.